# Arrondissement Bayeux
Das Arrondissement Bayeux ist ein Verwaltungsbezirk im Département Calvados in der französischen Region Normandie.

## Geschichte
Am 4. März 1790 wurde mit der Gründung des Départements Calvados auch ein District de Bayeux gegründet, der im Wesentlichen mit dem heutigen Arrondissement übereinstimmte. Der Distrikt wurde mit der Gründung der Arrondissements am 17. Februar 1800 zum Arrondissement Bayeux.

## Geografie
Das Arrondissement grenzt im Norden an den Ärmelkanal, im Osten an das Arrondissement Caen, im Süden an das Arrondissement Vire und im Westen an das Arrondissement Saint-Lô im Département Manche.

## Verwaltung
Zum Arrondissement gehören Gemeinden aus fünf Kantonen:
- Bayeux
- Courseulles-sur-Mer (mit 10 von 21 Gemeinden)
- Les Monts d’Aunay (mit 2 von 27 Gemeinden)
- Thue et Mue (mit 18 von 26 Gemeinden)
- Trévières

## Gemeinden
Die Gemeinden des Arrondissements Bayeux sind:
| 1. Agy (14003)                        | 2. Arganchy (14019)                  | 3. Arromanches-les-Bains (14021)   | 4. Asnelles (14022)                  |
| 5. Asnières-en-Bessin (14023)         | 6. Audrieu (14026)                   | 7. Aure sur Mer (14591)            | 8. Balleroy-sur-Drôme (14035)        |
| 9. Banville (14038)                   | 10. Barbeville (14040)               | 11. Bayeux (14047)                 | 12. Bazenville (14049)               |
| 13. La Bazoque (14050)                | 14. Bény-sur-Mer (14062)             | 15. Bernesq (14063)                | 16. Blay (14078)                     |
| 17. Le Breuil-en-Bessin (14103)       | 18. Bricqueville (14107)             | 19. Bucéels (14111)                | 20. Cahagnolles (14121)              |
| 21. La Cambe (14124)                  | 22. Campigny (14130)                 | 23. Canchy (14132)                 | 24. Carcagny (14135)                 |
| 25. Cardonville (14136)               | 26. Cartigny-l’Épinay (14138)        | 27. Castillon (14140)              | 28. Chouain (14159)                  |
| 29. Colleville-sur-Mer (14165)        | 30. Colombières (14168)              | 31. Colombiers-sur-Seulles (14169) | 32. Commes (14172)                   |
| 33. Condé-sur-Seulles (14175)         | 34. Cormolain (14182)                | 35. Cottun (14184)                 | 36. Crépon (14196)                   |
| 37. Creully sur Seulles (14200)       | 38. Cricqueville-en-Bessin (14204)   | 39. Cristot (14205)                | 40. Crouay (14209)                   |
| 41. Cussy (14214)                     | 42. Deux-Jumeaux (14224)             | 43. Ducy-Sainte-Marguerite (14232) | 44. Ellon (14236)                    |
| 45. Englesqueville-la-Percée (14239)  | 46. Esquay-sur-Seulles (14250)       | 47. Étréham (14256)                | 48. La Folie (14272)                 |
| 49. Fontaine-Henry (14275)            | 50. Fontenay-le-Pesnel (14278)       | 51. Formigny La Bataille (14281)   | 52. Foulognes (14282)                |
| 53. Géfosse-Fontenay (14298)          | 54. Grandcamp-Maisy (14312)          | 55. Graye-sur-Mer (14318)          | 56. Guéron (14322)                   |
| 57. Hottot-les-Bagues (14336)         | 58. Isigny-sur-Mer (14342)           | 59. Juaye-Mondaye (14346)          | 60. Juvigny-sur-Seulles (14348)      |
| 61. Lingèvres (14364)                 | 62. Lison (14367)                    | 63. Litteau (14369)                | 64. Longues-sur-Mer (14377)          |
| 65. Longueville (14378)               | 66. Loucelles (14380)                | 67. Magny-en-Bessin (14385)        | 68. Maisons (14391)                  |
| 69. Mandeville-en-Bessin (14397)      | 70. Le Manoir (14400)                | 71. Manvieux (14401)               | 72. Meuvaines (14430)                |
| 73. Le Molay-Littry (14370)           | 74. Monceaux-en-Bessin (14436)       | 75. Monfréville (14439)            | 76. Montfiquet (14445)               |
| 77. Mosles (14453)                    | 78. Moulins en Bessin (14406)        | 79. Nonant (14465)                 | 80. Noron-la-Poterie (14468)         |
| 81. Osmanville (14480)                | 82. Planquery (14506)                | 83. Ponts sur Seulles (14355)      | 84. Port-en-Bessin-Huppain (14515)   |
| 85. Ranchy (14529)                    | 86. Rubercy (14547)                  | 87. Ryes (14552)                   | 88. Saint-Côme-de-Fresné (14565)     |
| 89. Saint-Germain-du-Pert (14586)     | 90. Saint-Laurent-sur-Mer (14605)    | 91. Saint-Loup-Hors (14609)        | 92. Saint-Marcouf (14613)            |
| 93. Saint-Martin-de-Blagny (14622)    | 94. Saint-Martin-des-Entrées (14630) | 95. Saint-Paul-du-Vernay (14643)   | 96. Saint-Pierre-du-Mont (14652)     |
| 97. Saint-Vaast-sur-Seulles (14661)   | 98. Saint-Vigor-le-Grand (14663)     | 99. Sainte-Croix-sur-Mer (14569)   | 100. Sainte-Honorine-de-Ducy (14590) |
| 101. Sainte-Marguerite-d’Elle (14614) | 102. Sallen (14664)                  | 103. Saon (14667)                  | 104. Saonnet (14668)                 |
| 105. Sommervieu (14676)               | 106. Subles (14679)                  | 107. Sully (14680)                 | 108. Surrain (14681)                 |
| 109. Tessel (14684)                   | 110. Tilly-sur-Seulles (14692)       | 111. Tour-en-Bessin (14700)        | 112. Tournières (14705)              |
| 113. Tracy-sur-Mer (14709)            | 114. Trévières (14711)               | 115. Le Tronquay (14714)           | 116. Trungy (14716)                  |
| 117. Vaucelles (14728)                | 118. Vaux-sur-Aure (14732)           | 119. Vaux-sur-Seulles (14733)      | 120. Vendes (14734)                  |
| 121. Ver-sur-Mer (14739)              | 122. Vienne-en-Bessin (14744)        | 123. Vierville-sur-Mer (14745)     |                                      |

## Neuordnung der Arrondissements 2017

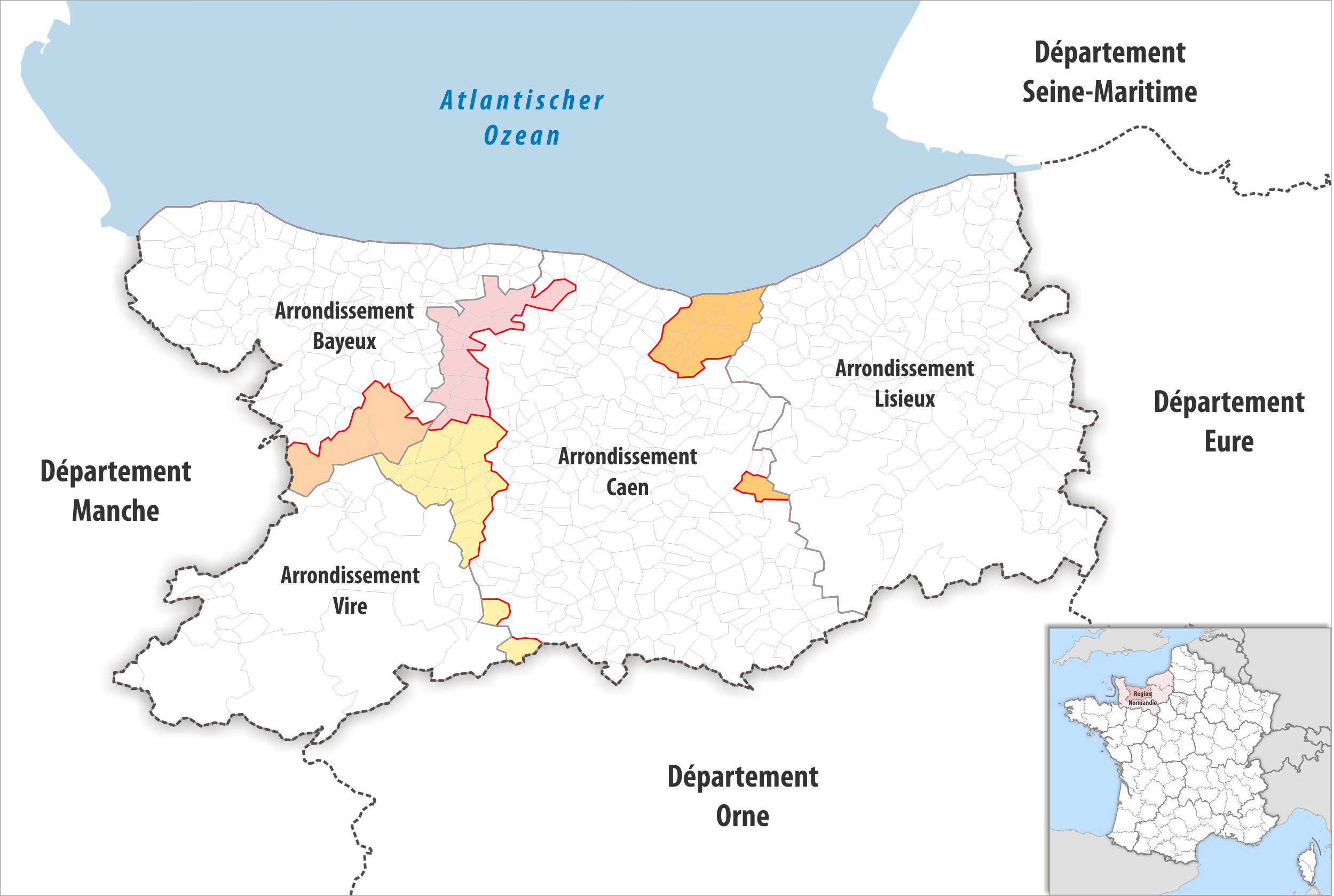
Arrondissementsanpassungen im Jahr 2017

Durch die Neuordnung der Arrondissements im Jahr 2017 wurden die Fläche der zwei Gemeinden Aurseulles und Caumont-sur-Aure sowie die Fläche der zwei ehemaligen Gemeinden La Lande-sur-Drôme und Sept-Vents aus dem Arrondissement Bayeux dem Arrondissement Vire zugewiesen. Die Fläche der 15 Gemeinen Audrieu, Bény-sur-Mer, Carcagny, Cristot, Ducy-Sainte-Marguerite, Fontaine-Henry, Fontenay-le-Pesnel, Juvigny-sur-Seulles, Loucelles, Moulins en Bessin, Saint-Vaast-sur-Seulles, Tessel, Tilly-sur-Seulles, Vaux-sur-Seulles und Vendes sowie die Fläche der vier ehemaligen Gemeinden Amblie, Creully, Lantheuil und Saint-Gabriel-Brécy wurden vom Arrondissement Caen dem Arrondissement Bayeux zugewiesen.

## Ehemalige Gemeinden seit der landesweiten Neuordnung der Kantone
bis 2016:
Aignerville, Anctoville, Caumont-l’Éventé, Castilly, Écrammeville, La Lande-sur-Drôme, Livry, Longraye, Louvières, Neuilly-la-Forêt, Les Oubeaux, Russy, Saint-Germain-d’Ectot, |Sainte-Honorine-des-Pertes, Sept-Vents, Tierceville, Torteval-Quesnay, La Vacquerie, Villiers-le-Sec, Vouilly
bis 2015:
Balleroy, Vaubadon